# جيليان كراوس
جيليان كراوس (بالإنجليزية: Jillian Kraus)‏ هي لاعبة كرة الماء أمريكية، ولدت في 18 ديسمبر 1986.

## وصلات خارجية
- جيليان كراوس على موقع الاتحاد الدولي للسباحة (الإنجليزية)